# 미암서초등학교
미암서초등학교는 대한민국 전라남도 영암군 미암면 호포리에 있었던 초등학교이다.

## 연혁
- 1966년 10월 27일 미암국민학교 신호분교장으로 인가
- 1966년 10월 29일 개교
- 1970년 3월 1일 미암서국민학교로 승격
- 1996년 3월 1일 미암서초등학교로 개칭
- 2009년 3월 1일 폐교